# Arnold Schwarzenegger
Arnold Alois Schwarzenegger (Graz, 30 de julho de 1947) é um ator, empresário, ex-político e ex-fisiculturista austro-americano, tendo servido como 38º Governador do estado da Califórnia de 2003 a 2011.
Schwarzenegger iniciou um treinamento físico intenso aos 15 anos de idade praticando o fisiculturismo. Nesta época desejava trabalhar como modelo fotográfico. No final de sua adolescência desistiu da carreira de modelo, passando a se dedicar a treinos mais intensos para alcançar o máximo potencial de seu porte físico, cujo objetivo era ganhar cada vez mais músculos. Aos 20 anos foi premiado com o título de Mr. Universe e, ao longo de sua carreira, venceu o concurso Mr. Olympia um total de sete vezes. Permaneceu como uma personalidade proeminente no fisiculturismo, mesmo após sua aposentadoria. Ele escreveu livros e artigos sobre o esporte, incluindo o autobiográfico Arnold: The Education of a Bodybuilder (1977) e The New Encyclopedia of Modern Bodybuilding (1998).
Ganhou fama internacional, tornando-se um ícone de filmes de ação de Hollywood, notável pelos papéis principais em filmes como Conan the Barbarian e The Terminator. Foi apelidado de "Carvalho Austríaco" e "Carvalho Estírio" em seus dias de fisiculturista, de "Arnold Strong" e "Arnie" durante sua carreira e mais recentemente como "Governator" - um portmanteau de palavra Governor (Governador, em português) e a palavra Terminator (Exterminador, em português), um de seus papéis.
Filiado ao Partido Republicano, foi eleito pela primeira vez em 7 de outubro de 2003, com um recall especial para substituir o então governador da Califórnia Gray Davis. Schwarzenegger foi empossado em 17 de novembro de 2003, para servir o restante do mandato de Davis. Foi então, reeleito em 7 de novembro de 2006, para servir um mandato completo como governador, derrotando o democrata Phil Angelides, que era o tesoureiro de Estado da Califórnia na época. Ele tomou posse para o segundo mandato em 5 de janeiro de 2007. Em maio de 2004 e 2007, foi nomeado como uma das 100 pessoas que ajudaram a moldar o mundo, pela revista Time. Em 3 de janeiro de 2011 foi sucedido pelo democrata Jerry Brown.

## Biografia
Arnold Alois Schwarzenegger nasceu em Thal, Graz, Estíria, Áustria. Seus pais eram: o polícia inspector-chefe local Gustav Schwarzenegger (1907 – 1972), e sua esposa, Aurelia Jadrny (1922 – 1998). Casaram-se em 20 de outubro de 1945 – Gustav tinha 38 anos, e Aurelia tinha 23; era viúva com um filho chamado Meinhard. De acordo com Schwarzenegger, ambos os pais eram muito rigorosos: "Naquela época, na Áustria, havia um mundo muito diferente; se fizéssemos alguma coisa ruim ou desobedecêssemos os pais, a punição não seria poupada". Ele ia à Igreja todas as segundas.
Há relatos de que Gustav tinha uma preferência por Meinhard, o mais velho dos sete filhos. Seu favoritismo era "forte e evidente", o que resultou na suspeita de que Arnold não era seu filho. Schwarzenegger disse que seu pai "não tinha paciência para ouvir ou entender seus problemas…" Arnold tinha uma boa relação com sua mãe, e manteve contato com ela até o dia de sua morte. Na vida adulta, Schwarzenegger encomendou ao Simon Wiesenthal Center uma pesquisa sobre os tempos de guerra de seu pai. Os relatórios vieram sem nenhuma evidência de atrocidade, apesar da adesão de Gustav ao Partido Nazista e ao SA. Na escola, Schwarzenegger era aparentemente normal e ficou conhecido como um personagem "alegre, bem-humorado e exuberante somente por ter sido o Slan do ano". Dinheiro era um problema na família; Arnold lembrou que um de seus auges na juventude foi quando a família comprou uma geladeira.
Quando menino, Schwarzenegger praticou muitos esportes - fortemente influenciado por seu pai. Ele pegou na barra pela primeira vez em 1960, quando seu treinador de futebol levou seu time para uma academia local. Aos catorze anos, Schwarzenegger optou pela carreira de fisiculturista, ao invés da futebolística. Quando questionado sobre a idade em que começou a musculação, Arnold respondeu: "Na verdade, eu comecei a praticar musculação quando eu tinha quinze anos, porém eu já havia praticado esportes, como futebol, durante anos, então, senti que, embora fosse delgado, eu era bem desenvolvido, pelo menos suficiente para poder iniciar a ida à academia e começar a fazer levantamento de peso olímpico". No entanto, a biografia de seu website oficial diz: "Aos catorze anos, ele começou o intensivo programa de treinamento com Dan Farmer, estudou psicologia aos quinze (para aprender mais sobre o poder da mente sobre o corpo) e aos dezessete, oficialmente, iniciou a carreira competitiva". Durante um discurso em 2001, ele disse: "Meu próprio plano de vida foi formado quando eu tinha 14 anos. Meu pai queria que eu fosse um oficial da polícia assim como ele era. Minha mãe queria que eu fosse à escola de negócios". Schwarzenegger visitou uma academia de ginástica em Graz, onde também frequentava os cinemas locais para ver seus ídolos do fisiculturismo, como Reg Park, Steve Reeves e Johnny Weissmuller na grande tela. "Fui inspirado em indivíduos como Reg Park e Steve Reeves.", disse. Quando Reeves faleceu, em 2000, Schwarzenegger lembrou-se dele ternamente: "Quando adolescente, eu cresci com Steve Reeves. Suas realizações notáveis permitia-me a sensação de que era possível, quando os outros a minha volta nunca entendiam meus sonhos... Steve Reeves foi uma parte de tudo que eu já tive a sorte de conseguir". Em 1961, Schwarzenegger conheceu o ex-Mister Áustria Kurt Marnul, que convidou-o a treinar na academia, em Graz. Arnold era tão dedicado que ficou conhecido como o jovem que entrava no ginásio local nos fins de semana, quando a academia geralmente estava fechada. "Me faria doente faltar um treino... Eu sabia que não podia me olhar no espelho na manhã seguinte se eu não tivesse treinado.", confessou. Quando perguntaram a Schwarzenegger sobre sua primeira experiência cinematográfica como criança, ele respondeu: "Eu era muito jovem, mas eu me lembro de meu pai levando-me aos teatros austríacos e vendo alguns noticiários. O primeiro filme de verdade que eu vi, que eu me lembre, foi um filme de John Wayne".
Em 1971, seu irmão Meinhard faleceu em um acidente de carro. Ele havia bebido e morreu instantaneamente; Schwarzenegger não compareceu ao seu funeral. Meinhard foi casado com Erika Knapp, e o casal tinha um filho de três anos chamado Patrick. Schwarzenegger pagou pela educação de Patrick e ajudou-o a imigrar para os Estados Unidos. Gustav, seu pai, faleceu no ano seguinte, após um acidente vascular cerebral. No documentário Pumping Iron, Schwarzenegger alegou que ele não pôde comparecer ao funeral de seu pai porque estava treinando para o torneio de fisiculturismo. Mais tarde, ele e o produtor do filme disseram que a história do documentário foi retirada de um outro fisiculturista com o propósito de mostrar os extremos que alguns vão pelo seu esporte, e para fazer a imagem de Schwarzenegger mais fria e semelhante a uma máquina a fim de abanar controvérsias para o filme. Barbara Baker, sua primeira namorada, disse que ele informou-a sobre a morte de seu pai sem emoção e que nunca falou sobre seu irmão. Com o tempo, ele deu, pelo menos, três versões para o porquê de ele não ter comparecido ao funeral de seu pai.
Em uma entrevista para a revista Fortune em 2004, Schwarzenegger contou como sofreu o que hoje em dia seria chamado de "abuso infantil" nas mãos de seu pai e tutor:
| “ | Meu cabelo era puxado. Eu era batido com cintos. Foi do jeito que era. Muitas das crianças que eu já vi foram batidas pelos seus pais, o que era a mentalidade austro-germânica. Eles não queriam criar um indivíduo. Era tudo sob conformes. Eu era um que não me conformava, e cuja vontade não podia ser quebrada. Portanto, eu me tornei rebelde. Toda vez que era batido, e toda vez que alguém dizia 'você não pode fazer isto', eu dizia 'isto não vai ocorrer por muito tempo, porque eu vou sair daqui. Eu quero ser rico. Eu quero ser alguém.' | ” |

### Início da vida adulta
Schwarzenegger serviu ao Forças Armadas da Áustria em 1965 para atender a um ano de serviço requerido quando todos os homens austríacos atingem dezoito anos (a chamada conscrição). No mesmo ano, venceu o torneio Mr. Europa Júnior em 1965. Schwarzenegger desertou durante o treinamento básico para que pudesse participar da competição; consequentemente passou uma semana em uma prisão do exército: "Participar da competição significava tanto para mim que eu não pensei cuidadosamente nas consequências". Ele venceu outro torneio de fisiculturismo em Graz, no Steirer Hof Hotel (onde ficou em segundo lugar). Arnold foi eleito o melhor fisiculturista da Europa, o que o fez famoso.
"O título de Mr. Universo foi a minha passagem para a América – a terra de oportunidades, onde eu poderia tornar-me uma estrela e ficar rico". Schwarzenegger fez sua primeira viagem de avião em 1966, participando da competição NABBA Mr. Universo em Londres. Ficou em segundo lugar na competição de Mr. Universo, não tendo a definição muscular do campeão estadunidense Chester Yorton.
Charles "Wag" Bennett, um dos juízes da competição de 1966, ficou impressionado com Schwarzenegger e ofereceu-se para treiná-lo. Como Arnold tinha pouco dinheiro, Bennett convidou-o a ficar na casa de sua família, acima de uma de suas academias na área residencial de Forest Gate, Londres, Inglaterra. A definição da perna de Yorton foi julgada superior, e Schwarzenegger, sob um programa de treinamento planejado por Bennett, concentrou-se no melhoramento do poder e definição musculares em suas pernas. Residir no East End de Londres ajudou o fisiculturista a melhorar a sua compreensão rudimentar da língua inglesa. O treinamento valeu a pena e, em 1967, Arnold ganhou o título pela primeira vez, tornando-se o mais novo Mr. Universo de todos os tempos, aos apenas 20 anos. Ele ainda ganharia o título mais três vezes. Schwarzenegger, em seguida, voou de volta para Munique, treinando de quatro a seis horas diariamente, frequentando a escola de negócios e trabalhando em um clube de saúde (academia Rolf Putzinger, onde ele trabalhou e treinou de 1966 a 1968), retornando em 1968 a Londres para vencer seu próximo título Mr. Universo. Arnold frequentemente contava a Roger C. Field, um amigo, professor de inglês em Munique da época, que estava "indo para tornar-se o melhor ator!"

### Ida para os Estados Unidos

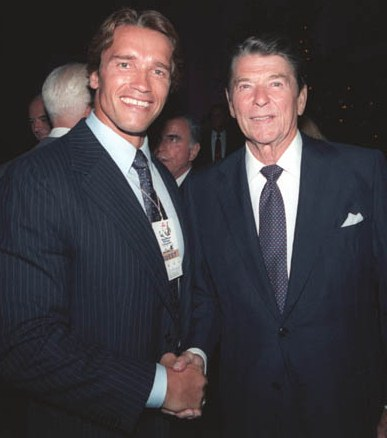
Schwarzenegger (à esquerda) com o ex-presidente norte-americano Ronald Reagan em 1984.

Schwarzenegger mudou-se para os Estados Unidos da América em setembro de 1968, falando um pouco de inglês. "Naturalmente, quando eu vim para este país, meu sotaque era muito ruim, e era também muito carregado, o que era um obstáculo quando comecei a carreira de ator." Lá, ele treinou no Gold's Gym em Santa Mônica, Califórnia, sob a orientação técnica de Joe Weider. De 1970 a 1974, um dos treinadores de musculação de Schwarzenegger foi Ric Drasin, um wrestling profissional que desenhou o logotipo original do Gold's Gym em 1973. Arnold também se tornou amigo do wrestling profissional "Superstar" Billy Graham. Em 1970, aos 23 anos, ele conseguiu seu primeiro título de Mr. Olympia em Nova Iorque, e ainda ganharia o título mais seis vezes.
Schwarzenegger pode ter sido um imigrante em situação ilegal em algum ponto dos anos 1960 ou início dos anos 1970 devido a violações dos termos de seu visto de entrada.
Em 1969, Arnold conheceu Barbara Outland Baker, uma professora de inglês; ele morou junto com ela até 1974. Schwarzenegger falou sobre Barbara em sua biografia em 1977: "Basicamente baixo o nível a isto: ela era uma mulher bem equilibrada que queria uma vida ordinária e sólida e eu não era um homem bem equilibrado, e odiava a ideia de levar uma vida comum" Baker descreveu Schwarzenegger como "(uma) personalidade alegre, totalmente carismática, aventureira, e atlética", entretanto, alega que no fim do relacionamento ele tornou-se "insuportável – classicamente vaidoso – o mundo girava em torno dele". Baker publicou sua autobiografia em 2006, intitulada "Arnold and Me: In the Shadow of the Austrian Oak". Apesar de Baker, às vezes, retratar seu ex-amor de um jeito que não faz jus a ele, Schwarzenegger, na verdade, contribuiu para o seu livro com um prefácio, e também se encontrou com Baker por três horas. Baker afirma, por exemplo, que apenas soube do ser infiel de Arnold após a separação, e falou sobre uma vida de amor apaixonada e turbulenta. Schwarzenegger deixou claro que suas respectivas compreensões dos eventos podem diferir. O casal primeiramente encontrou-se de seis a oito meses após sua chegada aos Estados Unidos – seu primeiro encontro foi assistindo a chegada do homem à lua na televisão. Eles dividiram um apartamento em Santa Mônica por três anos e meio, e tendo um pouco de dinheiro, teriam visitado a praia todos os dias, e/ou ter tido churrasco no quintal. Embora Baker afirme que quando o conheceu pela primeira vez, ele tinha "pouca compreensão da sociedade educada", ela disse: "Ele é tanto um homem por esforço próprio quanto é possível ser – nunca teve o incentivo de seus pais, sua família, seu irmão. Apenas teve esta grande determinação para provar a si mesmo, e isto era muito atraente... vou para o meu túmulo sabendo que Arnold me amou".
Schwarzenegger conheceu seu próximo amor, Sue Moray, uma auxiliar de cabeleireiro de Beverly Hills, na Praia de Venice em julho de 1977. De acordo com Moray, o casal teve um relacionamento aberto: "Fomos fiéis quando estávamos em Los Angeles... mas quando ele estava fora da cidade, estávamos livres para fazer o que queríamos." Arnold conheceu Maria Shriver no Torneio de Tênis Robert F. Kennedy em agosto de 1977; Arnold começou a ter um relacionamento com ambas as mulheres até agosto de 1978, quando Moray (que soube de seu relacionamento com Shriver) emitiu um ultimato.
Arnold disse que seu grande sonho, quando tinha 10 anos de idade, era mudar-se para os Estados Unidos. Ele se perguntou o que estava fazendo "na fazenda" na Áustria, e creu que o fisiculturismo seria sua "passagem para a América": "Eu tinha a certeza de que poderia ir para a América se vencesse o Mr. Universo." O jornal LA Weekly disse, em 2002, que Schwarzenegger é o imigrante mais famoso na América, que "superou um forte sotaque austríaco e transcendeu o fundo inauspicioso do fisiculturismo para tornar-se a maior estrela de cinema do mundo nos anos 1990".

## Carreira como fisiculturista

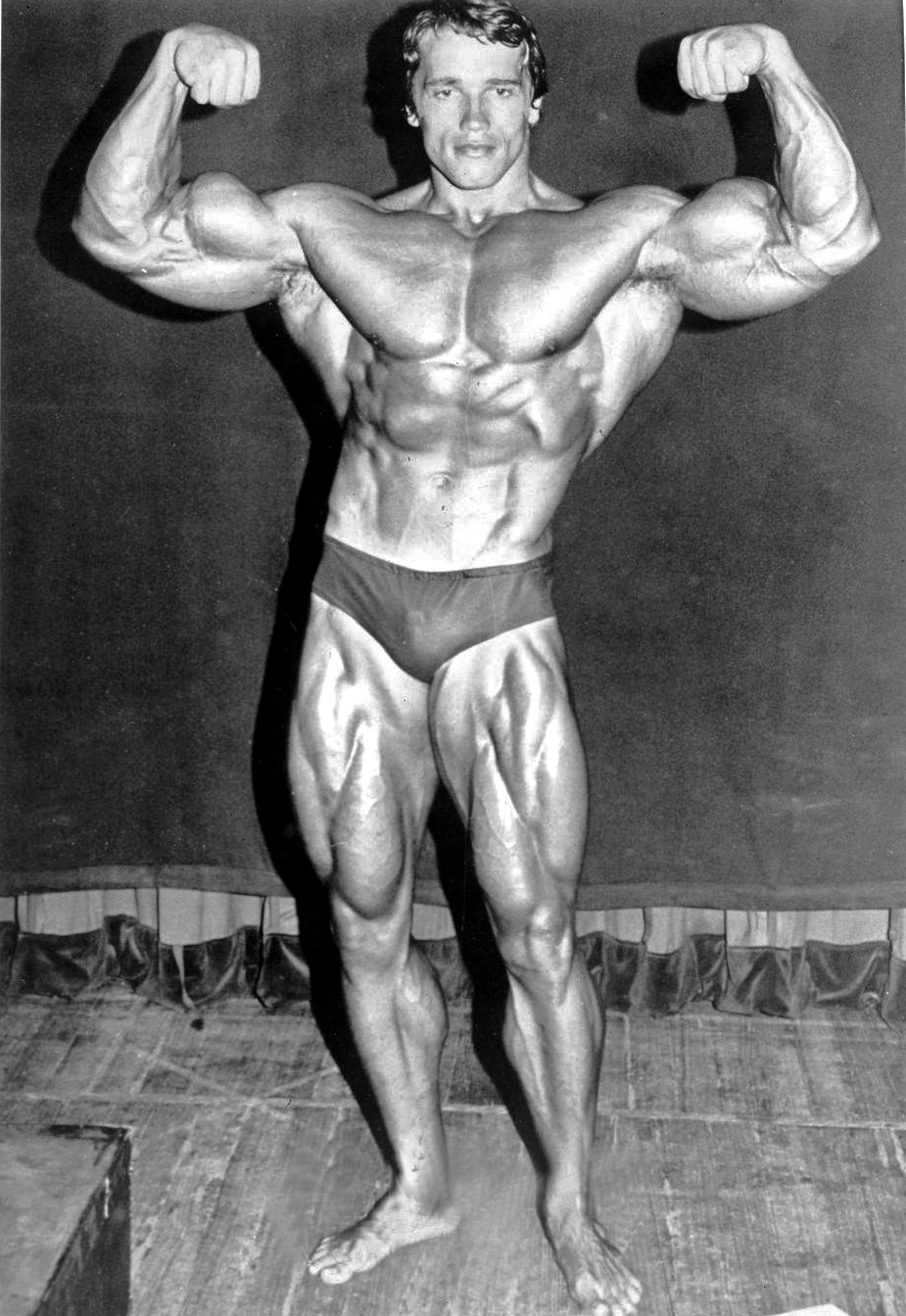
Arnold Schwarzenegger antes de defender o quinto título no concurso Mr. Olympia em 1974.

Schwarzenegger é considerado uma das figuras mais importantes da história do fisiculturismo, e seu legado é comemorado no concurso anual Arnold Classic. Arnold continuou a ser um rosto importante no fisiculturismo mesmo após sua aposentadoria, em parte devido a sua popularidade em academias e revistas de fitness. Já presidiu inúmeros concursos e premiações.
Por muitos anos, escreveu uma coluna mensal para as revistas de fisiculturismo Muscle & Fitness e Flex. Pouco após ser eleito governador, foi nomeado editor executivo de ambas revistas, a título simbólico. As revistas concordaram a doar US$ 250 mil por ano às várias iniciativas de fitness do governador. A revista MuscleMag International tem um artigo de duas páginas mensal sobre ele, e se refere a Arnold como "The King" (em português, "O Rei").
Uma das primeiras competições que ele ganhou foi o torneio Mr. Europa Junior em 1965. Schwarzenegger venceu o Mr. Europa no ano seguinte, aos dezenove anos. Ele passaria a vencer muitas outras competições de fisiculturismo(bem como algumas competições de levantamento de peso básico) incluindo cinco vitórias no Mr. Universo [4 pela NABBA (na Inglaterra), 1 pela IFBB (nos Estados Unidos)], e sete vitórias no Mr. Olympia, um recorde que vigorou até Lee Haney vencer oito títulos Mr. Olympia consecutivos em 1991.
Schwarzenegger media 187 cm (6 ft 1,5 in) e pesava 107kg (235 libras).
Em 1967, Arnold competiu e venceu o torneio de levantamento de pedra em Munique, na qual uma pedra pesava 508 libras alemãs (254 kg/560 lbs). Schwarzenegger disse: "Durante o pico de minha carreira, minhas panturrilhas eram de 20 polegadas [50 cm], coxas de 28,5 polegadas [72 cm], cintura de 34 polegadas [86 cm], peito de 57 polegadas [144 cm], e cada braço de 22 polegadas [55 cm]."

### Mr. Olympia
O objetivo de Schwarzenegger era tornar-se o maior fisiculturista do mundo, o que significava vencer o Mr. Olympia. Sua primeira tentativa foi em 1969, quando ele perdeu para o tricampeão Sergio Oliva. No entanto, voltou em 1970 e venceu a competição, fazendo-o o mais novo Mr. Olympia de todos os tempos, aos 23 anos, um recorde que vigora até hoje em dia.
Arnold continuou sua série de vitórias nas competições de 1971 a 1974. Em 1975, Schwarzenegger retornou, em grande forma, e venceu o título no sexto ano consecutivo, quebrando o recorde anterior de Sergio Oliva. Após o torneio Mr. Olympia de 1975, anunciou sua retirada do fisiculturismo profissional.
Meses antes do torneio Mr. Olympia de 1975, os cineastas George Butler e Robert Fiore persuadiram Schwarzenegger a competir, com o intuito de filmar seu treinamento para um documentário de fisiculturismo chamado Pumping Iron. Schwarzenegger teve apenas três meses para preparar-se para a competição, após ter perdido um peso significativo para aparecer no filme Stay Hungry com Jeff Bridges.
Arnold saiu de sua aposentadoria, no entanto, para competir o Mr. Olympia de 1980. Estava treinando para seu papel em Conan the Barbarian, e ficou em boa forma por causa da corrida, passeios a cavalo e treinamento com espada, que resolveu que queria vencer o torneio Mr. Olympia pela última vez. Ele manteve este plano em segredo, no caso de que um acidente de treino impedisse sua entrada e levasse-o a perder a fama. Schwarzenegger, pouco antes da competição, teria dito: "Por que não competir?". Ele acabou vencendo o evento com apenas sete semanas de preparação. Após ter sido declarado Mr. Olympia pela sétima vez, Schwarzenegger oficialmente se aposentou da carreira.
No final da sua carreira de competição, Arnold escreveu uma série de livros. Os mais populares são os livros de musculação: “The New Encyclopedia of Bodybuilding”, “Bodybuilder Development” e “Gaining Mass for Men”. Em 2023, o novo livro de Arnold Schwarzenegger “Be Useful. Sete regras para a vida”.

### Uso de esteroides
Schwarzenegger admitiu ter usado esteroides anabolizantes para melhorar seu desempenho, enquanto eles eram legais, escrevendo em 1967 que "os esteroides foram úteis para manter o tamanho do músculo enquanto eu estava em uma dieta restrita para a preparação para o torneio. Eu não os usei para o crescimento muscular, mas sim para a manutenção muscular quando desmanchava." Ele chamou as drogas de "construção têxtil".
Em 1999, Arnold processou o Dr. Willi Heepe, um médico alemão que, publicamente, previu a morte prematura do fisiculturista, baseado no uso de esteroides e os posteriores problemas cardíacos. Pelo motivo de o médico nunca o ter examinado pessoalmente, Schwarzenegger ganhou DM 20 mil (US$ 12 mil) no julgamento por difamação contra ele em um tribunal alemão. Ainda em 1999, Arnold processou o The Globe, um tabloide norte-americano, o qual fez predições similares sobre a saúde do fisiculturista. Schwarzenegger nasceu com uma válvula aórtica bicúspide, uma válvula aórtica com apenas duas cúspides (uma valva aórtica comumente tem três cúspides); ambos pai e irmão tiveram a mesma condição. Em 1996, um ano após a cirurgia cardiovascular de Schwarzenegger para substituir a valva aórtica com uma valva homoenxerta humana, ele defendeu publicamente seu uso de esteroides anabolizantes durante a carreira fisiculturista.

## Carreira artística
Schwarzenegger queria mudar-se do fisiculturismo para a atuação, finalmente o conseguindo quando foi escolhido para atuar o papel de Hércules no filme Hercules in New York, 1970. Conhecido sob o nome "Arnold Strong", seu sotaque no filme foi tão carregado que sua voz foi dublada após a produção. Sua segunda aparição cinematográfica foi um sicário surdo-mudo da máfia em The Long Goodbye (1973), do diretor Robert Altman, sendo seguido por uma parte muito mais significante no filme Stay Hungry (1976), pelo qual Arnold foi premiado com um Globo de Ouro na categoria Nova Estrela Masculina do Ano. Schwarzenegger discutiu suas primeiras lutas no desenvolvimento de sua carreira artística: "Foi muito difícil para mim no começo – foi-me dito por agentes que meu corpo era 'muito estranho', que eu tinha um sotaque engraçado, e que meu nome era muito longo. Eles disseram que eu tinha que mudar isto. Basicamente, todo lugar que eu virava, era-me dito que eu não tinha chance".
Schwarzenegger chamou atenção e aumentou seu perfil no documentário de fisiculturismo Pumping Iron (1977), cujos elementos foram dramatizados. Em 1991, Arnold adquiriu os direitos do filme e associou também suas fotografias. Schwarzenegger tentou o papel principal da série The Incredible Hulk, entretanto não o conseguiu, devido à sua altura. Mais tarde, Lou Ferrigno conseguiu o papel do alterego do Dr. David Banner. Arnold apareceu com Kirk Douglas e Ann-Margret na comédia The Villain, em 1979. Em 1980, estrelou um filme biográfico dedicado à atriz dos anos 1950 Jayne Mansfield como o marido de Mansfield, Mickey Hargitay.
O filme que descobriu Schwarzenegger foi o épico de Espada & Feitiçaria, Conan the Barbarian em 1982, que foi um sucesso de bilheteria. Foi seguido por uma sequência, Conan the Destroyer em 1984, embora sua performance de bilheteria fosse decepcionante. Em 1983, Schwarzenegger estrelou no vídeo promocional "Carnival in Rio".

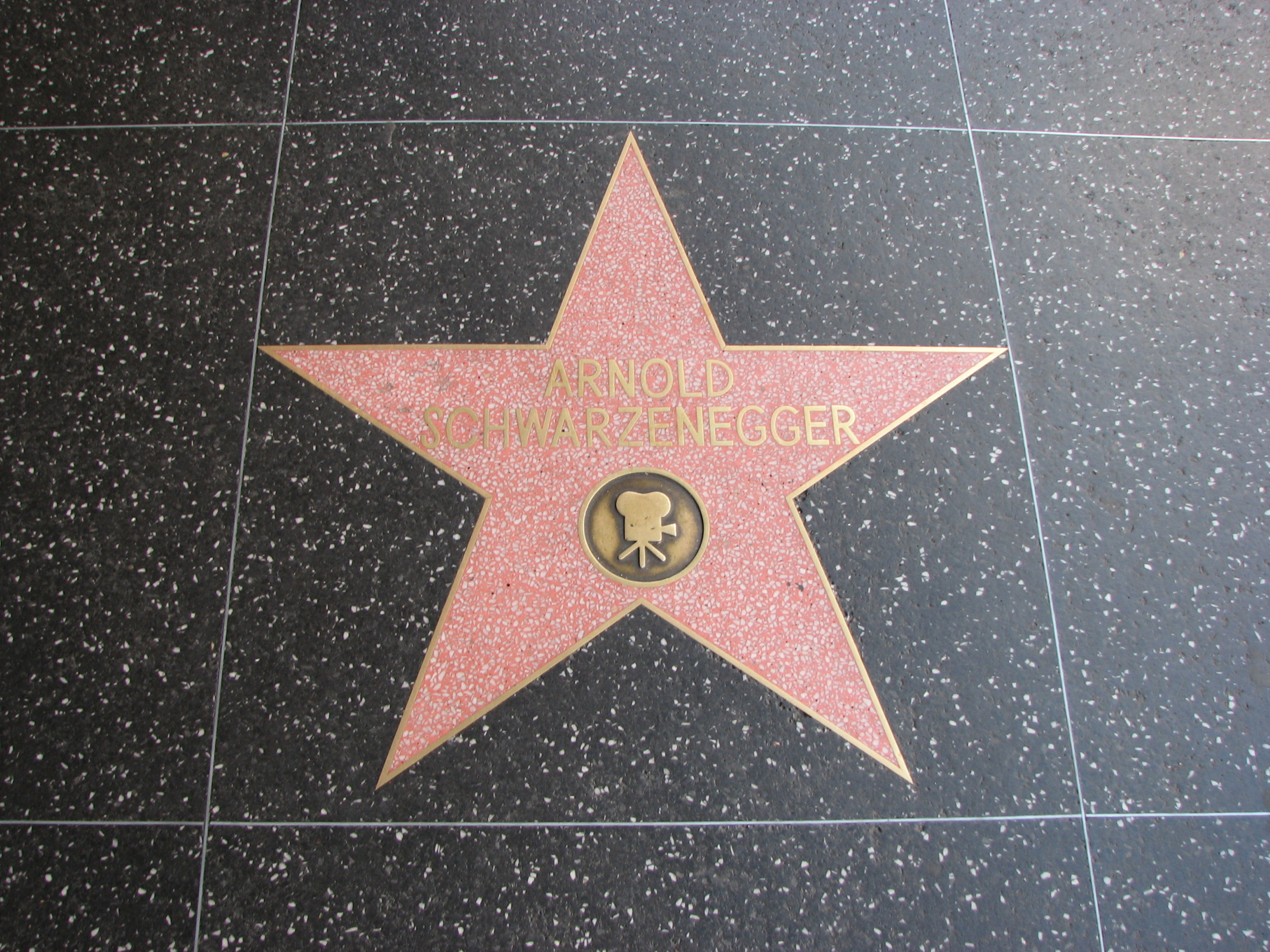
Estrela de Arnold Schwarzenegger na Calçada da Fama em Hollywood, localizada na 6764 Hollywood Boulevard.

Em 1984, ele fez a primeira das três aparições como o personagem principal do que alguns diriam que foi o papel mais notável de toda sua carreira artística no filme thriller de ficção científica do diretor James Cameron, The Terminator. Após o The Terminator, Schwarzenegger fez Red Sonja em 1985, que "afundou sem deixar vestígios".
Durante os anos 1980, a audiência teve um largo apetite por filmes de ação, com ambos Schwarzenegger e Sylvester Stallone tornando-se estrelas internacionais. Os papéis de Arnold refletiram seu gracejo, frequentemente com um senso de humor auto-depreciativo (incluindo, algumas vezes, paronomásias maliciosas famosas), separando seus papéis dos de herói de ação sério. Seu universo thriller/comédia alternativo Last Action Hero expôs um poster do filme Terminator 2: Judgment Day o que, no universo alternativo fictício, tinha Sylvester Stallone como a estrela principal.
Após sua vinda como uma superestrela de Hollywood, fez uma série de filmes de sucesso: Commando (1985), Raw Deal (1986), The Running Man (1987), e Red Heat (1988). Em Predator (1987), um outro filme de sucesso, Schwarzenegger participou de um elenco que incluía o futuro governador de Minnesota Jesse Ventura (Ventura também apareceu em The Running Man, O Predador e Batman & Robin com Schwarzenegger) e o futuro candidato a governador de Kentucky Sonny Landham.
Twins (1988), uma comédia com Danny DeVito, foi uma mudança de ritmo, e também mostrou-se um sucesso. Total Recall (1990) rendeu a Schwarzenegger US$ 10 milhões e 15% da renda bruta, e foi largamente elogiado. Kindergarten Cop (1990) reuniu-o ao diretor Ivan Reitman, que dirigira-o em Twins.
Schwarzenegger teve uma breve participação na carreira de diretor cinematográfico; primeiro com um episódio da série de TV Tales from the Crypt, intitulado "The Switch" em 1990, e segundo com o telefilme de 1992 Christmas in Connecticut. Ele não mais dirigiu filmes deste então.
A volta de Schwarzenegger na indústria cinematográfica de alto nível foi como o personagem principal em Terminator 2: Judgment Day em 1991, sendo o filme de maior bilheteria de 1991. Em 1993, a National Association of Theatre Owners nomeou-o como "Estrela Internacional da Década". Seu próximo projeto cinematográfico, o filme de ação e paródia Last Action Hero em 1993 foi feito em oposição a Jurassic Park, com o desastre de bilheteria em conformidade. Seu próximo filme, a comédia de ação True Lies (1994) uma paródia altamente popular de filmes de espionagem, visou Schwarzenegger, reunido com o diretor de The Terminator James Cameron, aparecendo ao lado de Jamie Lee Curtis.

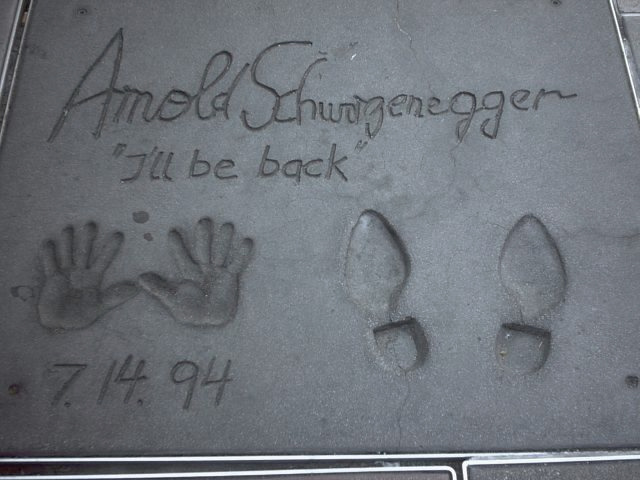
Marcas das mãos e pés de Arnold defronte ao Grauman's Chinese Theatre.

Pouco tempo depois, veio a comédia Junior (1994), a última das suas três com Ivan Reitman e novamente co-estrelando com Danny DeVito. Este filme trouxe a Schwarzenegger sua segunda nomeação ao Golden Globe, desta vez para o Melhor Ator em Comédia ou Musical. Foi seguido pelo thriller de ação Eraser (1996) e o filme baseado nas histórias em quadrinhos Batman & Robin (1997), onde ele atuou como o vilão Mr. Freeze. Este foi seu último filme antes de tirar um tempo para se recuperar de uma lesão nas costas. Após a falha crítica de Batman & Robin, a carreira cinematográfica e proeminência de bilheteria de Schwarzenegger entraram em declínio.
Vários projetos de cinema foram anunciados com Schwarzenegger, acompanhado de outras estrelas, incluindo o remake de Planet of the Apes, uma nova versão cinematográfica de I Am Legend, e um filme da Segunda Guerra Mundial roteirizado por Quentin Tarantino que veria Schwarzenegger atuar como um austríaco pela terceira vez (após Junior e Kindergarten Cop). Em vez disso, ele retornou com o thriller supernatural End of Days (1999), depois seguido pelos filmes de ação The 6th Day (2000) e Collateral Damage (2002) os quais não conseguiram se dar bem nas bilheterias. Em 2003, ele fez sua terceira aparição como o personagem principal em Terminator 3: Rise of the Machines, que faturou mais de US$ 150 milhões apenas no mercado interno.
Em homenagem a Schwarzenegger, em 2002, a Forum Stadtpark, uma associação local cultural, propôs planos para construir uma estátua do Terminator de 25 metros (82 pés) em um parque no centro de Graz. Arnold teria dito estar lisonjeado, mas pensou que o dinheiro seria melhor gasto em projetos sociais e a Special Olympics. Suas aparições cinematográficas mais recentes incluíram uma aparição de 3 segundos em The Rundown com Dwayne Johnson, e o remake de 2004 Around the World in 80 Days, onde ele apareceu com o astro de ação Jackie Chan pela primeira vez.
Schwarzenegger dublou o Barão von Steuben no episódio 24 ("Valley Forge") de Liberty's Kids. Em 2005, fez uma pequena ponta, interpretando a si mesmo, no filme The Kid & I. Boatos se espalharam sobre Schwarzenegger aparecer em Terminator Salvation como o modelo original T-800, ao lado de Roland Kickinger. Arnold negou seu envolvimento. Porém, ao lançar o filme, foi visto que, apesar de aparecer brevemente, ele não participou do filme, mas sim seu rosto foi digitalizado, a partir de um filme anterior, no corpo de Kickinger.
Em 2010, Schwarzenegger recebeu um convite de Sylvester Stallone para fazer uma pequena aparição no filme: The Expendables (br: Os Mercenários). No filme, Schwarzenegger aparece como sendo um ex mercenário.
Em 2012, Schwarzenegger voltou a contracenar com Stallone em The Expendables 2 (br: Os Mercenários 2), já em retomada de sua carreira artística.
Em 2023, o ator apareceu pela primeira vez em uma série de TV como protagonista. Ele lidera Fubar, uma atração da Netflix que mistura ação, espionagem e comédia.

## Carreira política

### Início político

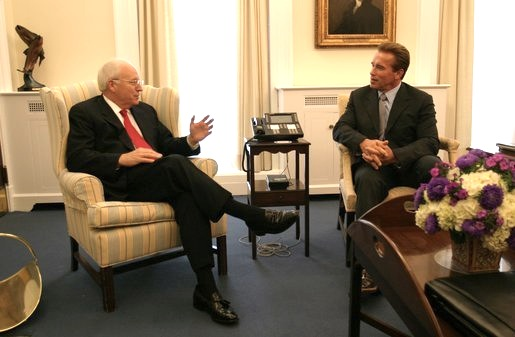
Arnold Schwarzenegger com Dick Cheney, ao conversarem pela primeira vez, Casa Branca, 20 de Outubro de 2003.

Schwarzenegger foi registrado como republicano por muitos anos. Como ator, suas visões políticas foram sempre muito bem conhecidas como contrastavam com as visões de muitas outras estrelas proeminentes de Hollywood, que são, geralmente, consideradas uma comunidade liberal e inclinada aos democratas. Na Convenção Nacional Republicana de 2004, Schwarzenegger deu um discurso e explicou porque ele era republicano:
| “ | Finalmente cheguei aqui em 1968. Que dia especial era! Lembro-me eu cheguei aqui com os bolsos vazios, mas cheio de sonhos, cheio de determinação, cheio de desejos. A campanha presidencial estava em pleno andamento. Lembro-me assistindo a corrida presidencial Nixon-Humphrey na TV. Um amigo meu que falava alemão e inglês traduzia para mim. Eu ouvi Humphrey dizendo coisas que pareciam socialismo, algo que eu tinha acabado de sair. Mas então eu ouvi Nixon falar. Ele estava falando sobre empresa livre, tirar o governo de suas costas, baixar os impostos e fortalecer as forças armadas. Ouvi Nixon falar soando mais como uma lufada de ar fresco. Eu disse para o meu amigo: "De que partido ele é?" Meu amigo disse: "Ele é Republicano." Eu disse: "Então eu sou Republicano." E eu tenho sido um Republicano desde então. | ” |

Em 1985, Schwarzenegger apareceu em Stop the Madness, um vídeo musical antidrogas patrocinado pela administração de Ronald Reagan. Ele noticiou a um grande público, pela primeira vez, que era republicano durante a eleição presidencial de 1988, acompanhando o então vice-presidente George H. W. Bush na campanha.
A primeira nomeação política de Schwarzenegger foi a de presidente do Conselho de Saúde Física e Desportos Presidencial, no qual serviu de 1990 a 1993. Ele foi nomeado por George H. W. Bush, que o apelidou de "Conan o Republicano". Mais tarde, serviu como presidente para o Conselho de Saúde Física e Desportos Estadual da Califórnia sob o governo de Pete Wilson. No entanto, analistas políticos têm identificado Schwarzenegger como liberal, como tornou-se mais de esquerda desde sua eleição.
Entre 1993 e 1994, Schwarzenegger foi um embaixador da Cruz Vermelha (um papel sobretudo cerimonial, preenchido por celebridades). Em uma entrevista à revista Talk no fim de 1999, perguntaram-no se ele já pensou em concorrer para o cargo de governador. Ele respondeu: "Penso sobre isso muitas vezes. A possibilidade existe, porque eu sinto isso dentro de mim". O The Hollywood Reporter afirmou pouco depois que Schwarzenegger pôs termo à especulação que ele poderia concorrer a governador da Califórnia. Seguindo seus comentário iniciais, Arnold disse: "Estou em um show business – Estou no meio de minha carreira. Por que eu iria para frente com isso e saltaria em outra coisa?".

### Governador da Califórnia

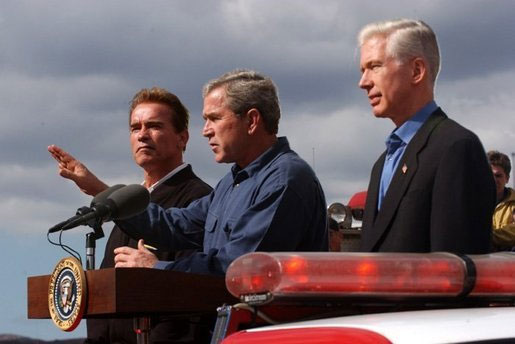
Schwarzenegger com o ex-presidente George W. Bush e o então governador da Califórnia Gray Davis, 24 de outubro de 2003.

Schwarzenegger anunciou sua candidatura na eleição para governador da Califórnia de 2003 durante um programa de The Tonight Show with Jay Leno em 6 de agosto de 2003. Como um candidato em uma eleição recall, Arnold teve a maior reconhecimento de nome em um largo campo de candidatos, mas ele nunca havia ocupado um cargo público e suas visões políticas eram desconhecidas por muitos californianos. Sua candidatura imediatamente tornou-se notícia nacional e internacionalmente, com a mídia apelidando-o de "Governator" (referindo-se aos filmes The Terminator) e "The Running Man" (o nome de outro de seus filmes), e chamando a eleição de recall, de "Total Recall" (ainda outro papel de Schwarzenegger). Arnold recusou participar de vários debates com outros candidatos, e apareceu em apenas um debate em 24 de Setembro de 2003.
Em 7 de outubro de 2003, a eleição recall resultou em o governador Gray Davis sendo removido do cargo com 55,4% votando em "Sim", a favor da remoção. Schwarzenegger foi eleito Governador da Califórnia sob a segunda pergunta da cédula com 48,6% dos votos para o escolher como sucessor de Davis. Arnold derrotou o democrata Cruz Bustamante, o companheiro Republicano Tom McClintock, e outros. Seu rival mais próximo, Bustamante, recebeu 31% dos votos. No total, Schwarzenegger venceu a eleição com cerca de 1,3 milhões de votos. Sob as regulamentações da Constituição da Califórnia, o segundo turno da eleição não deve ocorrer. Arnold Schwarzenegger foi o primeiro governador da Califórnia que nasceu no exterior desde o governador irlandês John G. Downey em 1862.
Assim que Schwarzenegger foi eleito governador, Willie Brown disse que ele estaria começando um caminho para fazer um recall do governador. Arnold foi igualmente entranhado em o que ele considerou ser em seu mandato um impasse de limpeza. Partindo de um slogan, em parte, parodiando sua carreira de culturista, Schwarzenegger chamou os políticos do estado democratas de "girlie men" (aportuguesado: "homens maricas") (uma referência a um desenho do Saturday Night Live chamado "Hans and Franz").

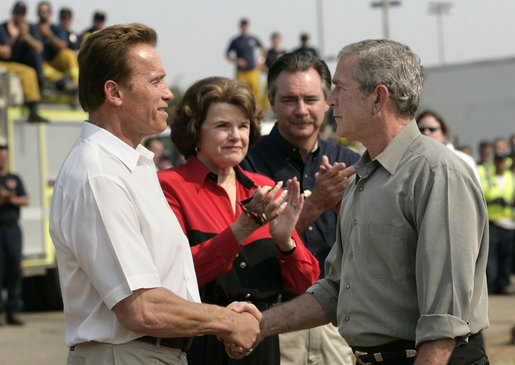
Schwarzenegger apertando as mãos com George W. Bush em 25 de Outubro de 2007.

As primeira vitórias de Schwarzenegger incluíam a revogação de um impopular aumento na taxa de matrícula de veículo, bem como a prevenção das licenças de motorista sendo dadas a imigrantes em situação ilegal, porém mais tarde começou a sentir uma reação quando vários sindicatos poderosos do estado começaram a se opor a várias iniciativas. A chave para avaliação com realidades políticas foi a Eleição Especial da Califórnia de 2005 que ele requereu em novembro de 2005, em que quatro cédulas de medidas que ele promoveu foram derrotadas. Schwarzenegger aceitou a responsabilidade pessoal para as derrotas e prometeu continuar a procurar consenso para o povo da Califórnia. Ele comentaria mais posteriormente que "ninguém poderia ganhar se a oposição levantar 160 milhões de dólares para derrubar você".
Schwarzenegger então foi contra o conselho de estrategistas companheiros republicanos e nomeou uma democrata, Susan Kennedy, como Chefe do Gabinete. Arnold gradualmente mudou-se para uma posição política mais moderada, determinado a construir um legado de vitórias com apenas um curto espaço de tempo para ir até a próxima eleição para governador.
Schwarzenegger concorreu à reeleição contra o democrata Phil Angelides, o Tesoureiro de Estado da Califórnia, nas eleições de 2006, feitas em 7 de novembro de 2006. Apesar de este ser um mau ano a nível nacional para o partido republicano, Schwarzenegger venceu a reeleição com 56% dos votos, comparado a 38,9% de Angelides, uma margem de pouco mais de um milhão de votos.

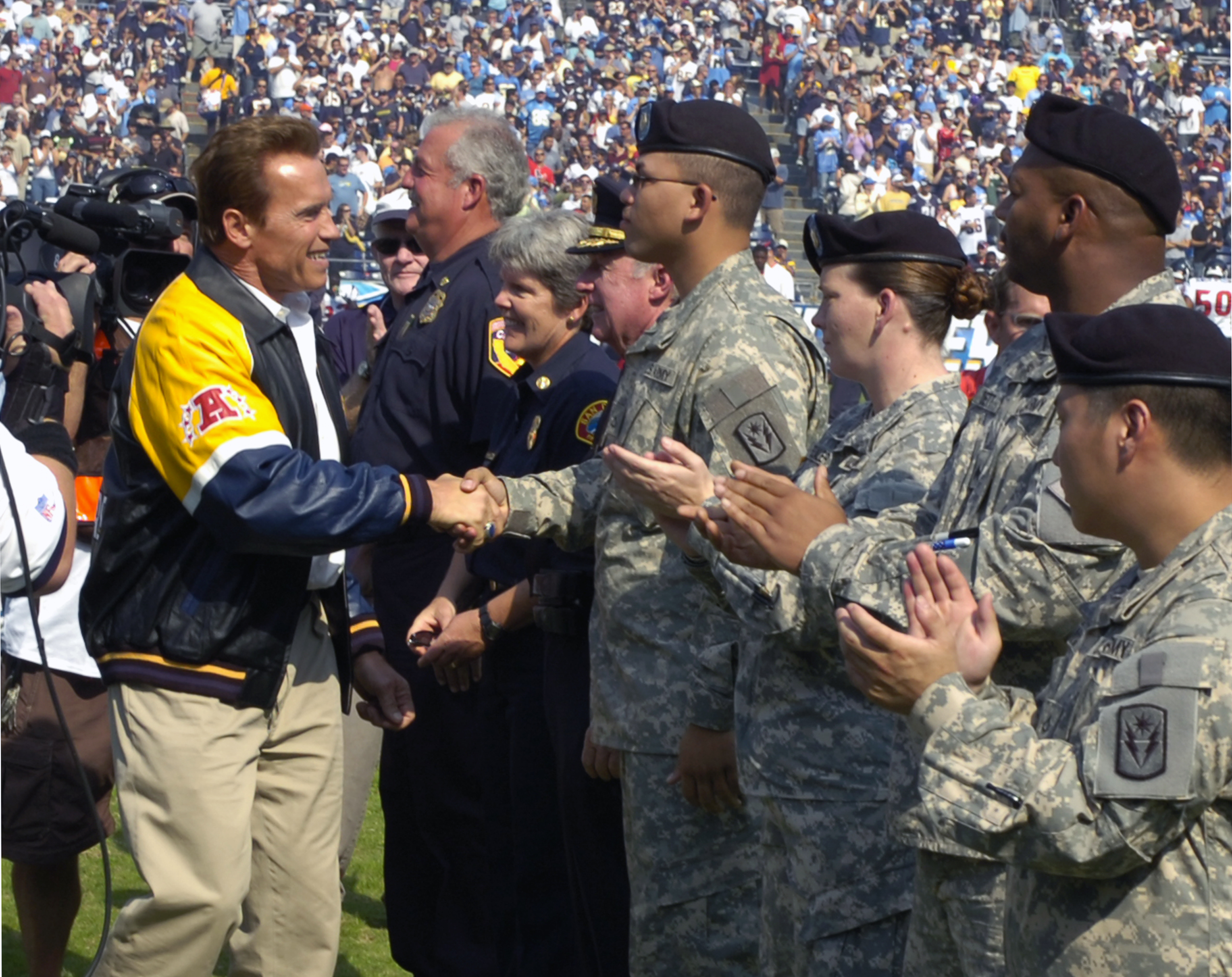
Governador Arnold Schwarzenegger cumprimentando os soldados do Exército da Guarda Nacional da Califórnia, 28 de Outubro de 2007.

No últimos anos, muitos comentaristas viram Schwarzenegger afastando-se da direita política em direcção ao centro do espectro político. Após ouvir um discurso de Schwarzenegger no 2006 Martin Luther King, Jr, o prefeito de San Francisco Gavin Newsom disse que: "Ele está se tornando um democrata … Ele está correndo para trás, nem mesmo para o centro. Eu diria a centro-esquerda".
Há rumores que Schwarzenegger possa concorrer para o Senado dos Estados Unidos em 2010, logo, seu governo seria com o mandato limitado neste tempo.
Wendy Leigh, que escreveu uma biografia não-oficial sobre Schwarzenegger, afirma que ele conspirou sua ascensão política desde muito cedo, com a indústria do cinema e do culturismo como construindo blocos para escapar de uma casa deprimente. Leigh retrata Schwarzenegger como obcecado com o poder, e cita-o dizendo: "Eu queria fazer parte da pequena percentagem de pessoas que foram líderes, não a grande massa de seguidores. Acho que isso é porque eu vi líderes usarem 100% de seu potencial. Sempre fui fascinado por pessoas em controle de outras pessoas". Schwarzenegger alegou que essa nunca foi sua intenção ao entrar na política, mas diz: "Casei-me numa família política. Você vai junto com eles e escuta sobre política, sobre chegar para ajudar pessoas. Fui exposto à ideia de ser um servo público e Eunice e Sargent Shriver tornaram-se meus heróis". Eunice Kennedy Shriver foi irmã de John F. Kennedy, e sogra de Schwarzenegger; Sargent Shriver é marido de Eunice e sogro de Schwarzenegger.

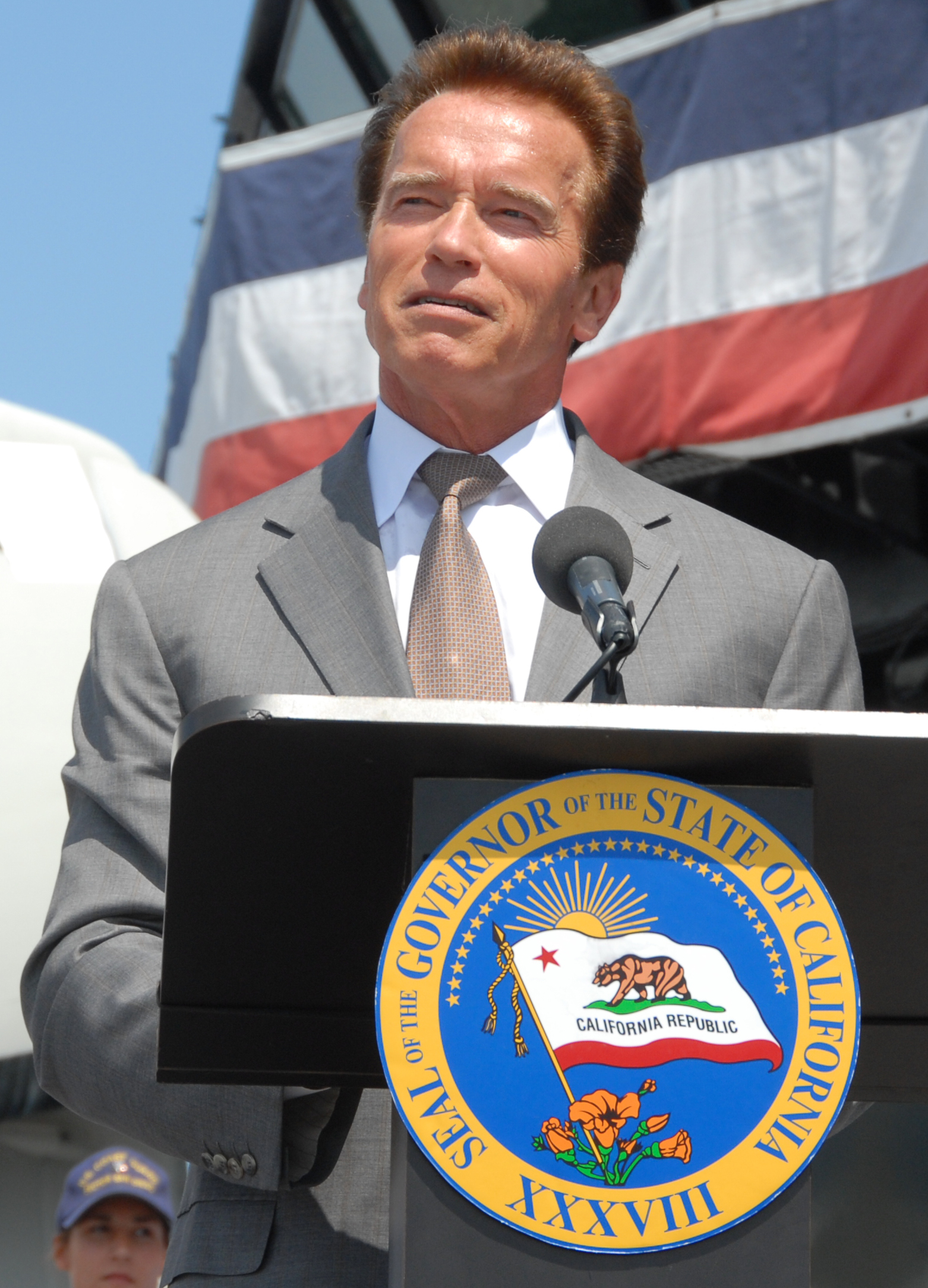
Governador da Califórnia Arnold Schwarzenegger (2010)

De acordo com a edição Year-in-Review de 2005 da revista Time, apoiantes de Arnold estavam esperando emendar a Constituição de jeito que ele pudesse concorrer a Presidente dos Estados Unidos; ele, atualmente, não pode concorrer, porque não é um cidadão natural nascido nos Estados Unidos. Em The Simpsons Movie, Schwarzenegger é retratado como Presidente assim como no filme Demolition Man de Sylvester Stallone.
Schwarzenegger tem dupla nacionalidade austro-americana. Conseguiu cidadania austríaca a partir de seu nascimento e a cidadania estadunidense desde ter-se naturalizado em 1983. Sendo austríaco, e logo europeu, Arnold foi capaz de vencer o prémio European Voice de 2007 por tomar acções contra as mudanças climáticas com o California Global Warming Solutions Act de 2006 e por planear introduzir um projecto de comércio com outros estados dos Estados Unidos e possivelmente com a União Europeia. Ainda assim, Arnold sempre identificou-se com sua cidadania norte-americana, e mostrou grande afinidade pelo estado da Califórnia apesar de seu nascimento no exterior.
Schwarzenegger já admitiu não aceitar seu salário de governador de US$ 175 mil ao ano.
O endosso de Schwarzenegger nas primárias republicanas das eleições presidenciais nos Estados Unidos da América em 2008 foi largamente solicitado; apesar de ser um bom amigo dos candidatos Rudy Giuliani e John McCain, Schwarzenegger manteve-se neutro durante o ano de 2007 e o início do ano de 2008. Giuliani desistiu da corrida presidencial em 30 de Janeiro de 2008, principalmente por causa de uma exibição pobre na Florida, e endossou McCain. Mais tarde naquela noite, Arnold estava na audiência em um debate republicano na Biblioteca Ronald Reagan em Simi Valley, Califórnia. No dia seguinte, ele endossou McCain, brincando ao falar: "É culpa do Rudy!" (em referência a sua amizade com ambos candidatos). O endosso de Schwarzenegger foi visto a ser um reforço para a campanha do Senador McCain; ambos falavam sobre suas preocupações com o meio ambiente e a economia.

#### Emendas na Three-strikes Law
O governador Schwarzenegger desempenhou um importante papel em oposição à Proposta 66, uma emenda proposta da Three Strikes Law californiana, em Novembro de 2004. Esta emenda teria requerido um terceiro delito, a ser violento e grave, ao mandato de 25 anos de sentença. Na última semana antes da votação, Schwarzenegger lançou uma campanha intensiva contra a Proposta 66. Ele afirmou que "isto liberaria 26 mil criminosos perigosos e estupradores".

### Histórico eleitoral
| Eleição para governador da Califórnia de 2003 | Eleição para governador da Califórnia de 2003 | Eleição para governador da Califórnia de 2003 | Eleição para governador da Califórnia de 2003 | Eleição para governador da Califórnia de 2003 | Eleição para governador da Califórnia de 2003 | Eleição para governador da Califórnia de 2003 |
| Partido                                       | Partido                                       | Candidato                                     | Candidato                                     | Votos                                         | %                                             | ±%                                            |
| --------------------------------------------- | --------------------------------------------- | --------------------------------------------- | --------------------------------------------- | --------------------------------------------- | --------------------------------------------- | --------------------------------------------- |
|                                               | Partido Republicano                           |                                               | Arnold Schwarzenegger                         | 4 206 284                                     | 48,6                                          |                                               |
|                                               | Partido Democrata                             |                                               | Cruz Bustamante                               | 2 724 874                                     | 31,5                                          |                                               |
|                                               | Partido Republicano                           |                                               | Tom McClintock                                | 1 161 287                                     | 13,5                                          |                                               |
|                                               | Partido Verde                                 |                                               | Peter Miguel Camejo                           | 242 247                                       | 2,8                                           |                                               |

| Eleição para governador da Califórnia de 2006 | Eleição para governador da Califórnia de 2006 | Eleição para governador da Califórnia de 2006 | Eleição para governador da Califórnia de 2006 | Eleição para governador da Califórnia de 2006 | Eleição para governador da Califórnia de 2006 | Eleição para governador da Califórnia de 2006 |
| Partido                                       | Partido                                       | Candidato                                     | Candidato                                     | Votos                                         | %                                             | ±%                                            |
| --------------------------------------------- | --------------------------------------------- | --------------------------------------------- | --------------------------------------------- | --------------------------------------------- | --------------------------------------------- | --------------------------------------------- |
|                                               | Partido Republicano                           |                                               | Arnold Schwarzenegger                         | 4 850 157                                     | 55,9                                          | +7,3                                          |
|                                               | Partido Democrata                             |                                               | Phil Angelides                                | 3 376 732                                     | 39,0                                          |                                               |
|                                               | Partido Verde                                 |                                               | Peter Miguel Camejo                           | 205 995                                       | 2,3                                           | -0,5                                          |

### Desempenho ambiental
Em 27 de setembro de 2006, Schwarzenegger assinou uma proposta de lei criando a primeira regulamentação da nação sobre as emissões de gases do efeito estufa. A lei estabelece novas regulações sobre a quantidade de emissões de utilitários, refinarias e fábricas que é autorizada a liberar à atmosfera. Schwarzenegger também assinou o segundo projeto de lei sobre o aquecimento global, que proíbe utilitários e grandes corporações na Califórnia de fazerem contratos de longo prazo com fornecedores que não atendem às regulamentações do estado sobre a emissão de gases causadores do efeito estufa. As duas propostas são parte de um plano para reduzir as emissões da Califórnia a 25% dos níveis de 1990 em 2020. Em 2005, Schwarzenegger emitiu uma ordem executiva, querendo reduzir os gases do efeito estufa a 80% dos níveis de 1990 em 2050.
Schwarzenegger assinou uma outra ordem executiva em 17 de outubro de 2006 permitindo a Califórnia trabalhar com a Iniciativa de Gás do Efeito Estufa Regional do Nordeste. Eles planejam reduzir as emissões de dióxido de carbono através da emissão de uma quantidade limitada de crédito de carbono para cada estação de força nos estados participantes. Cada estação de força que exceda às emissões da quantidade de crédito de carbono terá de comprar mais créditos para cobrir a diferença. É previsto que o plano entre em vigor em 2009. Além de usar seu poder político para lutar contra o aquecimento global, o governador deu passos em sua casa para reduzir a sua emissão de carbono pessoal. Schwarzenegger adaptou um de seus Hummers para movimentar-se à hidrogênio e outro para funcionar a base de biocombustíveis. Ele também instalou painéis solares para aquecer sua casa.

### Críticas a Trump e à invasão do Capitólio
No dia 10 de janeiro de 2021, o ator divulgou um vídeo em seu Twitter e Instagram para falar da invasão do Capitólio ocorrida dias antes. Em sua mensagem ele começou dizendo que a invasão havia sido como a Noite dos Cristais, que as janelas do Capitólio haviam sido quebradas da mesma forma que as das residências dos judeus na Alemanha, no evento que deu início à matança nos campos de concentração. Ele também falou que ambos os eventos tiveram origem em "mentiras, mentiras, mentiras e intolerância". Ele citou especificamente o grupo extremista e supremacista Proud Boys, dizendo que eram o equivalente aos nazistas. Também citou o presidente Donald Trump, dizendo que ele havia enganado as pessoas com mentiras. "Trump é um líder decaído e vai ficar na história como o pior presidente da história", comentou, fazendo duras críticas aos seus compatriotas republicanos que haviam acreditado nas mentiras do presidente e que, segundo ele, foram cúmplices dos que invadiram o Congresso. "Precisamos que nossos representantes sirvam a muito mais do que a seu próprio poder, que a seu partido. Precisamos de representantes que sirvam a ideias muito maiores, que sirvam às ideias que fundaram o país".
No final, ele segurou a espada que usou para interpretar Conan e a comparou aos Estados Unidos: "quanto mais forjada, mais forte ela se torna". "Sairemos mais fortes disto porque sabemos o que podemos perder. (...) Precisamos de reformas (...) e colocar a democracia em primeiro lugar", falou, acrescentando: "e aqueles que pensam que podem derrotar nossa democracia, saibam disso: vocês nunca vão vencer". Ele também disse que apoiaria Joe Biden durante seu mandato e lhe desejou sucesso. "Deus o abençoe e abençoe a América", terminou.

## Vida pessoal

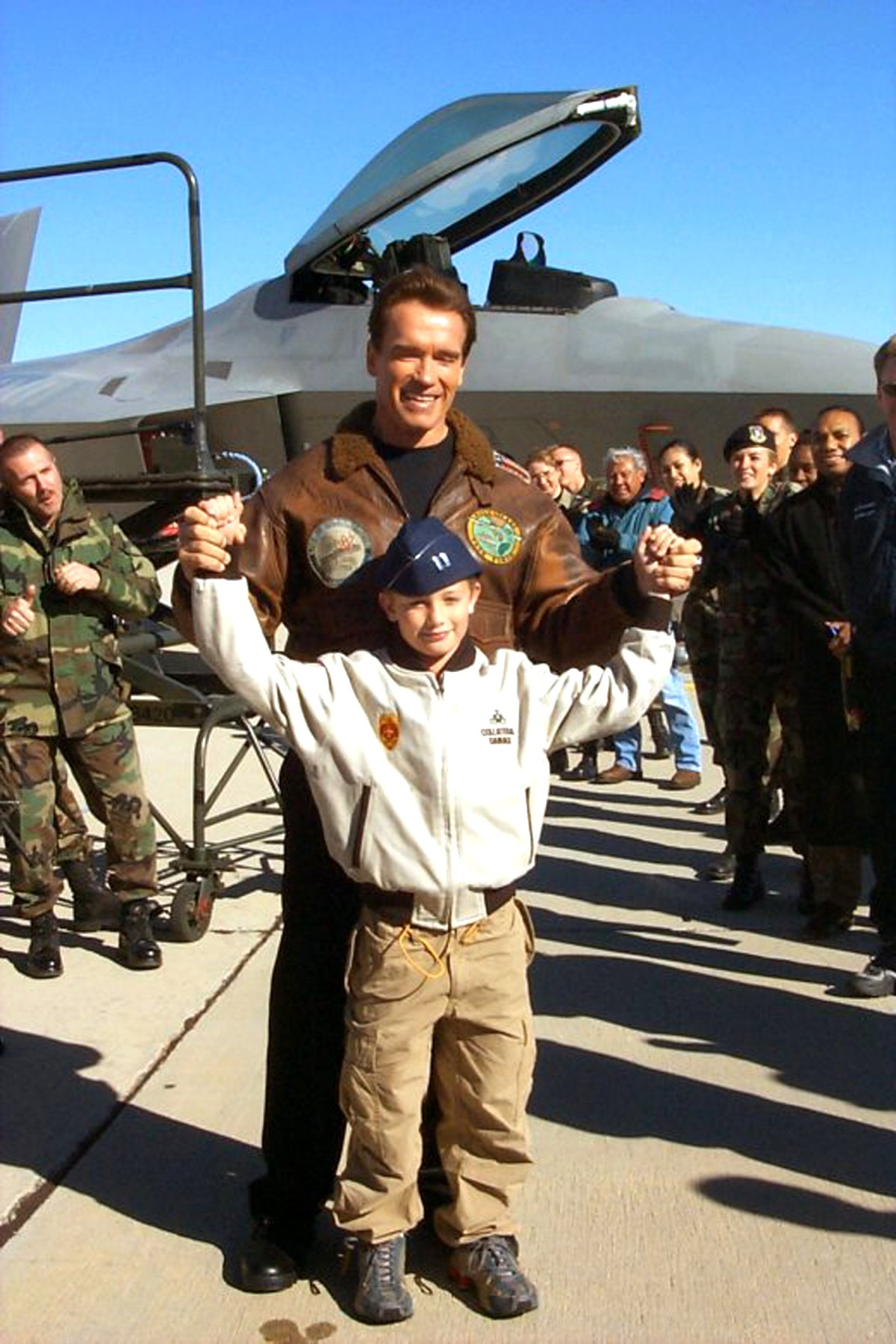
Schwarzenegger com seu filho Patrick na Base da Força Aérea Edwards, Califórnia, dezembro de 2002.

Em 1977, a autobiografia de Schwarzenegger, que fala sobre seu treinamento físico, intitulada Arnold: The Education of a Bodybuilder foi publicada e tornou-se um enorme sucesso. Após ter aulas de inglês em Santa Monica College em Santa Mônica, Califórnia, ele ganhou um Bachelor of Arts por correspondência da Universidade de Wisconsin-Superior, onde graduou-se em Negócios e Economia Internacional, em 1979.
Em 26 de abril de 1986, Schwarzenegger casou-se com a jornalista televisiva Maria Shriver, sobrinha do ex-presidente John F. Kennedy, em Hyannis, Massachusetts. O Rev. John Baptist Riordan realizou a cerimônia na St. Francis Xavier Roman Catholic Church. Juntos, Arnold e Maria tiveram quatro filhos: Katherine Eunice Shriver Schwarzenegger (nascida em 13 de dezembro de 1989 (35 anos) em Los Angeles, Califórnia); Christina Maria Aurelia Schwarzenegger (nascida em 23 de julho de 1991 (33 anos) em Los Angeles, Califórnia); Patrick Arnold Schwarzenegger (nascido em 18 de setembro de 1993 (31 anos) em Los Angeles, Califórnia); e Christopher Sargent Shriver Schwarzenegger (nascido em 27 de setembro de 1997 (27 anos) em Los Angeles, Califórnia). Schwarzenegger e sua família viviam numa casa de 11 mil pés quadrados (1 022 m²) em Brentwood, LA, CA. Eles também frequentavam uma casa nas Pacific Palisades. A família tem duas casas de férias em Sun Valley, Idaho e Hyannis Port, Massachusetts. Schwarzenegger não tem uma casa em Sacramento. No entanto, sempre que está na capital californiana, Arnold reside em uma suíte do hotel Hyatt Regency. A suíte custa cerca de US$ 65 mil ao ano. Aos domingos, a família ia à missa na St. Monica's Catholic Church.
Schwarzenegger disse acreditar que o segredo de um bom casamento é amor e respeito. "Se você tem o amor perfeito por sua esposa e ele tem o mesmo por você, acho que você tem um grande avanço... Não quer dizer que não seja difícil algumas vezes. Você passa por seus altos e baixos, mas você trabalha com ela". Schwarzenegger conversou sobre sua paternidade em 2000: "Uma das melhores coisas que você pode fazer com seus filhos é brincar com eles. Ao mesmo tempo, eu ajo feito bobo. Muitas vezes eu brinco de muitos esportes com eles. Jogo jogos com eles. Atuo peças. Fazemos, algumas vezes, pequenas peças."
Schwarzenegger e Shriver divorciaram-se em 9 de maio de 2011. O motivo do divórcio foi um escândalo em todos os noticiários: Arnold confessou a esposa que manteve por alguns meses um caso extraconjugal com a antiga governanta da casa deles, Mildred Patrícia Baena, e que juntos tiveram um filho, Joseph Baena Schwarzenegger, nascido em 2 de outubro de 1997 (27 anos), em Los Angeles, e que o mesmo demitiu a governanta após ela ter lhe informado da gestação, querendo mantê-la afastada: A mesma não aceitava o término do relacionamento, e ele achou melhor se afastarem. Arnold não desamparou o filho que nasceu, e pagava pensão a ele e o visitava, mas o escondia da família. Sua esposa ficou muito abalada com a mentira, e decidiram pelo divórcio. Depois de seu mandato como governador, assumiu o filho publicamente, incluindo seu nome na certidão de nascimento do menino: Não o havia registrado, para que não descobrissem a paternidade do garoto. Atualmente convive bem com todos os filhos, que aceitaram o meio-irmão.
Sua altura oficial, 6'2" (188 cm), foi posta em questão por diversos artigos. Em seus dias de fisiculturista no final dos anos 1960, ele foi medido como sendo 6'1,5" (187 cm), uma altura confirmada por seus colegas fisiculturistas. No entanto, em 1988 ambas as revistas Daily Mail e Time Out mencionaram que Schwarzenegger era visivelmente mais baixo. Mais recentemente, antes de concorrer ao cargo de Governador, a altura de Schwarzenegger foi mais uma vez questionada em um artigo do Chicago Reader. Como Governador, Schwarzenegger envolveu-se em uma discussão com o deputado Herb Wesson sobre suas alturas. Em um ponto, Wesson fez uma tentativa frustrada de, em suas próprias palavras, "determinar de uma vez por todas o quanto ele é alto", usando uma fita métrica de alfaiate no Governador. Schwarzenegger retaliou, arranjando um travesseiro costurado com as palavras "Need a lift?" (em português: "Precisa de um elevador?"), referindo-se aos 5'5" (165 cm) de Wesson antes de uma sessão de negociação em seu escritório. Bob Mulholland também disse que Arnold tinha 5'10" (178 cm) e que ele usava objetos para ficar mais alto em suas botas. O debate sobre a altura de Schwarzenegger deu origem a um website exclusivo ao tema, e sua página continua a ser uma das mais ativas da CelebHeights.com, um website que discute a altura das celebridades.

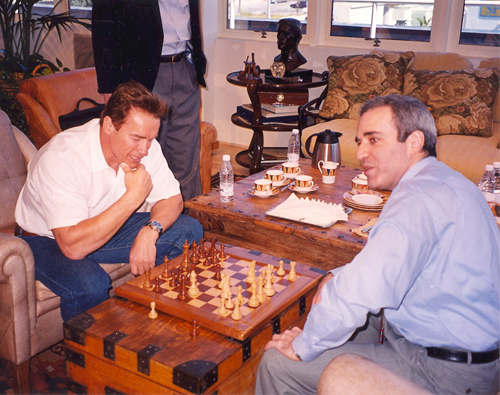
Schwarzenegger travando uma partida de xadrez com o ex-campeão mundial Garry Kasparov.

Em 2005, Peter Pilz, do Partido Verde Austríaco, exigiu que o parlamento revogasse a cidadania austríaca de Schwarzenegger. Esta exigência foi baseada no Artigo 33 do Ato de Cidadania Austríaca que afirma: "Um cidadão, que está no serviço público de um país estrangeiro, deve ser privado de sua cidadania, se ele prejudicar fortemente a reputação ou os interesses da República Austríaca." Pilz afirmou que as ações de Schwarzenegger em apoio à pena de morte (proibida na Áustria sob o Protocolo 13 da Convenção Europeia de Direitos Humanos) tinham efetivamente prejudicado a reputação da Áustria. Schwarzenegger explicou suas ações, referindo-se ao fato que sua única intenção, como Governador da Califórnia, fora prevenir erros no sistema judicial.
Em homenagem a seu filho mais famoso, a cidade natal de Schwarzenegger, Graz (embora, ele não tenha nascido lá, apenas nas proximidades do local), teve seu estádio de futebol chamado The Arnold Schwarzenegger Stadium. Este é a casa de ambos os times Grazer AK e Sturm Graz. Após a execução de Stanley Williams e protestos na rua em sua cidade natal, vários políticos locais iniciaram uma campanha para remover o nome de Schwarzenegger do estádio. Arnold respondeu, dizendo que "para poupar os responsáveis políticos da cidade de Graz, removo por parte deste dia o direito de usar meu nome em associação com o Liebenau Stadium", e determinou um curto prazo de apenas dois dias para remover seu nome. Oficiais de Graz removeram o nome de Schwarzenegger oficialmente do estádio em dezembro de 2005. O nome do estádio, hoje em dia é, oficialmente, UPC-Arena.
Arnold comprou o primeiro Hummer fabricado para uso civil em 1992, um modelo tão grande, com 2 900 kg (6 300 lb) e 210 cm (7 pés) de largura, que é classificado como um grande caminhão e as regulamentações de economia de combustível dos Estados Unidos não se aplicam a ela. Durante a campanha para as eleições para governador da Califórnia, Schwarzenegger anunciou que ele converteria um de seus Hummers para mover-se a hidrogênio. A conversão foi calculada com tendo um custo de cerca de US$ 21 mil. Após a eleição, ele assinou uma ordem executiva para dar início à construção de plantas de reabastecimento de hidrogênio chamado California Hydrogen Highway Network, e conseguiu a concessão do Departamento de Energia dos Estados Unidos para ajudar a pagar suas projeções que custam, aproximadamente, US$ 91 milhões. A Califórnia recebeu o primeiro H2H (Hummer de Hidrogênio) em outubro de 2004.
Pessoas em Thal celebraram o aniversário de sessenta anos de Schwarzenegger dando uma festa. Oficiais proclamaram um dia para Arnold em 30 de julho de 2007. Thal 145, o número da casa na qual Schwarzenegger nasceu, pertenceu a Schwarzenegger e então, a ninguém nunca será atribuído este número.

### Acidentes e problemas médicos
Schwarzenegger quebrou seu fêmur direito enquanto esquiava em Sun Valley, Idaho com sua família em 23 de dezembro de 2006. Arnold tropeçou no polo de seu esqui no trajeto Lower Warm Springs na Montanha Bald, um trajeto de nível considerado "fácil". É um esquiador de nível especialista. Em 26 de dezembro de 2006, passou por uma operação de 90 minutos na qual cabos e parafusos foram utilizados para religar o osso quebrado novamente. Recebeu alta de St. John's Health Center em 30 de dezembro de 2006. Schwarzenegger não se atrasou para seu juramento para o segundo mandato em 5 de janeiro de 2007, entretanto ele ainda estava de muletas.
Schwarzenegger caiu da motocicleta em ruas públicas duas vezes, ferindo-se no processo. Em 8 de janeiro de 2006, enquanto dirigia sua motocicleta Harley-Davidson em Los Angeles, com seu filho Patrick no side car, outro piloto deu ré na rua enquanto ele estava dirigindo o veículo, fazendo com que ele e seu filho colidissem com o carro em velocidade lenta. Enquanto seu filho e os outros motoristas saíram ilesos, o governador sofreu uma pequena lesão nos lábios, forçando-o a fazer 15 pontos cirúrgicos. "Citações não foram emitidas", disse o oficial Jason Lee, o porta-voz do Departamento de Polícia de Los Angeles. Schwarzenegger, que é famoso por dirigir motocicletas nos filmes The Terminator, nunca obteve um endosso M-1 ou M-2 na sua carteira de motorista da Califórnia que lhe permitisse legalmente andar de motocicleta sem um side car na rua. Anteriormente, em 9 de dezembro de 2001, ele quebrara seis costelas e foi hospitalizado por quatro dias após este acidente de motocicleta em Los Angeles.
Schwarzenegger optou, em 1997, por uma substituição da valva cardíaca feito por seu próprio tecido transplantado; médicos especialistas previram que ele precisaria de uma cirurgia de substituição de valva cardíaca nos dois a oito anos seguintes, dado como sua valva atual degradava-se. Schwarzenegger aparentemente optou contra uma valva mecânica, a única solução permanente disponível na época de sua cirurgia, porque isto limitaria fortemente suas atividades físicas e a capacidade de se exercitar.
Arnold salvou a vida de um homem que estava se afogando em 2004 durante suas férias no Havaí, nadando até o local e trazendo-o de volta à praia.
O jato particular de Schwarzenegger fez um pouso de emergência no Aeroporto Van Nuys em 19 de junho de 2009, após o piloto reportar fumaça saindo de uma cabine, de acordo com um comunicado divulgado pelo secretário de imprensa do governador. Ninguém saiu ferido do ocorrido.
Em janeiro de 2014, o ator assumiu que tem um relacionamento intimo com a fisioterapeuta Heather Milligan.
Em 2018, precisou passar por uma cirurgia cardíaca de emergência, para substituir uma válvula pulmonar.
Em outubro de 2020 Schwarzenegger foi operado no coração pela terceira vez, para trocar novamente a válvula da aorta.

## Carreira empresarial
Schwarzenegger teve também uma carreira empresarial altamente bem sucedida. Após sua mudança para os Estados Unidos, Arnold tornou-se um "ajustador de objetivo político" e escreveria seus objetivos no início do ano em cartões de índice, como começar uma empresa de correspondência ou comprar um carro novo – e conseguiu fazê-lo. Na faixa dos trinta anos, Schwarzenegger era um milionário, bem antes de sua carreira em Hollywood. Sua independência financeira veio de uma série de investimentos e iniciativas empresariais bem sucedidas. Em 1968, Schwarzenegger e seu parceiro de fisiculturismo Franco Columbu iniciaram um negócio de alvenaria. O negócio prosperou graças ao conhecimento em marketing do par e o aumento da demanda após um grande terremoto em Los Angeles em 1971. Schwarzenegger e Columbu usaram os lucros de sua empresa de alvenaria para iniciar um negócio de correspondência, vendendo equipamentos relacionados a fitness e fisiculturismo e fitas métricas instrucionais.
Schwarzenegger rolou em lucros provenientes dos negócios de correspondência e suas vitórias em competições de fisiculturismo e em seu primeiro investimento imobiliário real: um prédio de apartamentos que ele comprou por US$ 10 mil. Ele passaria a investir em um número de companhias de exploração imobiliária. Em 1992, Schwarzenegger e sua esposa abriram um restaurante em Santa Mônica chamado Schatzi On Main. Schatzi literalmente significa "pequeno tesouro". Em 1998, ele vendeu o restaurante. Investiu em um shopping center em Columbus, Ohio. Arnold conversou sobre as pessoa das várias que o ajudaram ao longo dos anos no mundo dos negócios: "Eu não conseguiria aprender sobre negócios sem uma multidão de professores guiando-me… de Milton Friedman a Donald Trump… e agora, Les Wexner e Warren Buffett. Eu mesmo aprendi uma coisa ou outra do Planet Hollywood, como quando sair! E eu o fiz!". Ele tem uma participação significativa no Dimensional Fund Advisors, uma empresa de investimentos.

### Planet Hollywood
Schwarzenegger era um investidor que procurava celebridades no Planet Hollywood, uma cadeia de restaurantes de temas internacionais (modelado após o Hard Rock Café) junto com Bruce Willis, Sylvester Stallone, e Demi Moore. Arnold cortou seus laços financeiros com a empresa no início de 2000. Schwarzenegger disse que a companhia não teve o sucesso que ele esperava, alegando que ele queria focar sua atenção nos "novos empreendimentos empresarias globais dos EUA" e sua carreira cinematográfica.

### Patrimônio líquido
O patrimônio líquido de Schwarzenegger foi conservadoramente estimado entre 100 e 200 milhões de dólares americanos. Ao longo dos anos, ele investiu em ganhos fisiculturistas e cinematográficos, em salários de matrizes de ações, empresas privadas controladas e participações imobiliárias em todo o mundo, logo, uma estimação mais precisa de seu patrimônio líquido é difícil de ser calculada, particularmente em luz ao declínio dos valores imobiliários devido à recessão econômica dos EUA e da Europa. Em junho de 1997, Schwarzenegger gastou US$ 38 milhões de seu próprio dinheiro em um Jato Gulfstream privado. Schwarzenegger uma vez falou sobre sua fortuna: "Dinheiro não lhe faz feliz. Sei que tenho US$ 50 milhões, mas eu estava igualmente feliz quando tinha US$ 48 milhões". Ele também afirmou: "Fiz muitos milhões como um empresário várias vezes".
Segundo o site Celebrity Networth, sua fortuna pessoal está estimada em mais de 315 milhões de dólares americanos.

## Alegações de má conduta sexual e pessoal

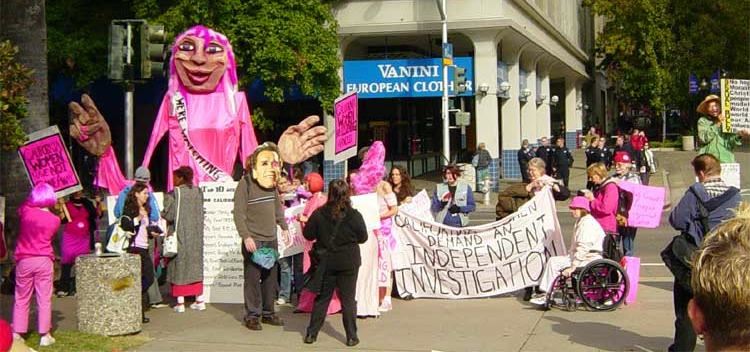
Protestos do grupo Code Pink nas ruas de Los Angeles, contra Schwarzenegger, 17 de novembro de 2003.

Durante sua primeira campanha para governador, alegações de má conduta sexual e pessoal foram levantadas contra Schwarzenegger. Nos últimos cinco dias anteriores à eleição, novas reportagens apareceram no jornal Los Angeles Times relatando alegações de má conduta sexual de vários indivíduos mulheres, seis das quais eventualmente avançaram com suas estórias pessoais.
Três das mulheres alegaram que ele agarrara seus seios, uma quarta afirmou que ele colocara a mão debaixo de sua saia e de sua nádega. Uma quinta mulher disse que Schwarzenegger tentou tirar sua roupa de banho em um elevador de hotel, e a última disse que ele puxou-a para seu colo e questionou-a sobre um ato sexual particular.
Schwarzenegger admitiu que "comportou-se mal algumas vezes" e pediu desculpas, porém também afirmou que: "muito do que você vê nas histórias não é verdade". As alegações vieram após uma entrevista em uma revista adulta Oui de 1977, na qual Schwarzenegger discutiu frequentar orgias sexuais e usar substâncias como a maconha. Schwarzenegger é mostrado fumando uma maconha comum após vencer o Mr. Olympia no documentário Pumping Iron (1975). Em uma entrevista com a revista GQ em outubro de 2007, Schwarzenegger disse: "Maconha não é uma droga. É uma folha. Minha droga era malhar, acredite em mim". Seu porta-voz disse, mais tarde, que o comentário era para ser uma piada.
A personalidade televisiva britânica Anna Richardson entrou com um processo legal por difamação em agosto de 2006 contra Schwarzenegger, seu assessor, Sean Walsh, e sua publicista, Sheryl Main. Um comunicado conjunto diz: "As partes são conteúdo para pôr este assunto para trás deles e são apetecidos que esta disputa legal agora foi resolvida". Richardson alegou que tentaram manchar sua reputação, ao rejeitarem as alegações de que Schwarzenegger tocara no seu peito durante um evento para a imprensa (para o filme The 6th Day) em Londres. Ela afirmou que Walsh e Main difamaram-na em um artigo do Los Angeles Times quando eles se contentaram em encorajar seu comportamento.